# Dave Gibbons
Dave Gibbons (14 de abril de 1949) es un artista y escritor británico, principalmente conocido por haber dibujado el cómic Watchmen.
Comenzó su carrera en 1973, contribuyendo con el cómic 2000 AD. Desde entonces ha trabajado para las grandes editoriales de Estados Unidos y Gran Bretaña. Su trabajo fue y sigue siendo publicado en todo el mundo.
Ha dibujado cómics de personajes como Batman, Superman, Dr. Who, Dan Dare y otros. En 1982 empezó a dibujar la serie de Linterna Verde. Pero no fue sino hasta que colaboró con Alan Moore en la famosa serie de Watchmen para la editorial DC Comics entre los años 1986 y 1987, que se le conoció formalmente, y por la que obtuvo un Premio Hugo en la categoría de Otras Formas junto al escritor Alan Moore. Continuó ganando premios con trabajos como: la saga de Martha Washington al lado de Frank Miller; escribiendo Batman vs. Depredador (1992), ilustrado por Andy Kubert; World's Finest (1990) ilustrado por Steve Rude y recientemente colaboró con Stan Lee en la serie DC's Just Imagine con Linterna Verde.

## Biografía esencial

### IPC Comics
Entró al negocio del cómic trabajando para las empresas británicas IPC Comics y DC Thomson dibujando para ambas títulos de terror y acción. Fue director de artístico para la serie 2000 AD. Un año después comenzó con las ilustraciones de Dan Dare, de la que siempre había sido admirador.
En esa época era conocido sobre todo por haber dibujado para IPC el cómic Tornado.

### DC Comics: 1980-1990
En 1982 fue descubierto por Len Wein y contratado para dibujar al personaje de Linterna Verde de DC.
Es más conocido por su trabajo como dibujante junto a Alan Moore en la serie limitada Watchmen, una de las novelas gráficas más vendidas de todos los tiempos.Cabe destacar de su trabajo en esta serie su habilidad de dividir una página en nueve paneles y su apasionada narración y densidad simbólica (los elementos simbólicos fueron sugeridos por Alan y otros integrados por Gibbons).

### Trabajos recientes
Su trabajo más reciente es la novela gráfica en blanco y negro conocida como The Originals (Los originales, en castellano) la cual escribió y dibujó. Publicado por Vertigo, este trabajo se sitúa en un futuro cercano pero con un tono de los años 1960.
Trabajos recientes para la editorial DC incluyen, la serie limitada de 6 números Rann-Thanagar War y Green Lantern Corps: Recharge. Además fue el dibujante de la portada del cómic Albion y escritor del spin-off Thunderbolt Jaxon del mismo cómic (Albion), y en el cual contribuye John Higgins.

### Videojuegos
Trabajo en el juego Broken Sword:Shadow of the Templars y en su remake Broken Sword: Shadow of the Templars - The Director's Cut haciendo los nuevos movimientos faciales. También fue productor y dibujante de "Beneath a Steel Sky".

## Premios

### Jack Kirby
| Año  | Categoría                                   | Cómic                  | Resultado |
| ---- | ------------------------------------------- | ---------------------- | --------- |
| 1986 | Mejor Número Individual                     | Superman N.º 11        | Nominado  |
| 1987 | Mejor Finite Serie                          | Watchmen               | Ganador   |
| 1987 | Nueva Serie                                 | Watchmen               | Ganador   |
| 1987 | Mejor Artist/Escritor (Individual o grupal) | Watchmen               | Ganador   |
| 1987 | Mejor Número Individual                     | Watchmen N.º 1 y N.º 2 | Nominado  |

### Will Eisner Comic Industries
| Año  | Categoría                     | Cómic                                   | Resultado |
| ---- | ----------------------------- | --------------------------------------- | --------- |
| 1988 | Mejor Artista/Escritor        | Watchmen                                | Ganador   |
| 1988 | Mejor Dibujante (Lápiz/Tinta) | Martha Washington Saves the World N.º 1 | Nominado  |

### Hugo
| Año  | Categoría    | Cómic    | Resultado |
| ---- | ------------ | -------- | --------- |
| 1988 | Otras Formas | Watchmen | Ganador   |

### Haxtur
| Año  | Categoría            | Cómic                         | Resultado |
| ---- | -------------------- | ----------------------------- | --------- |
| 1987 | Mejor historia Corta | "El hombre que lo tenía todo" | Finalista |
| 1988 | Mejor dibujo         | Watchmen                      | Ganador   |
| 1988 | Mejor dibujo         | "Watchmen"                    | Finalista |
| 1988 | Mejor Historia Larga | "Watchmen"                    | Ganador   |
| 1990 | Mejor Historia Corta | "El jefe"                     | Finalista |
| 1996 | Mejor Historia Corta | "Kal"                         | Finalista |